# Zhao Guojing
 (juillet 2014).
Si vous disposez d'ouvrages ou d'articles de référence ou si vous connaissez des sites web de qualité traitant du thème abordé ici, merci de compléter l'article en donnant les références utiles à sa vérifiabilité et en les liant à la section « Notes et références ».
Zhao Guojing (赵国经) est né en 1950, à Jingxian, dans la province du Hebei. Il fut un de ces jeunes citadins que Mao Zedong envoya dans le monde rural (上山下乡, shangshan xiaxiang). Il rejoignit une unité militaire de rééducation dans la province du Heilongjiang en 1968. En 1973, il rejoignit la section de peinture traditionnelle de l'académie d'Art de Tianjin. Après avoir été diplômé en 1976, il fut employé par la maison d'édition "Tianjin Fine Arts Publishing House", dont il est membre du Comic Strip Editorial Office.
C'est un peintre spécialiste de la peinture figurative traditionnelle et ancestrale chinoise : le Gong Bi. Nombre de ses œuvres font partie des collections des musées nationaux chinois. Il travaille en collaboration avec Wang Meifang. Il est vice-président de l'association des artistes de Tianjin.

## Marché de l'art
En 2012 se vendait à Tianjin pour 6,3 millions de yuans  (environ 1 million d'euros) la peinture sur soie " 丽人行 ". Cette œuvre rend hommage à un poème de Du Fu.
Le 25 mai 2014 se vendait à Tianjin la série des " Douze Belles de Jinling " pour la somme de 14,3 millions de yuans (2 millions d'euros environ).  